# Vera Schalburg
Vera Schalburg (født 23. november 1907 i Barnaul, Tomsk guvernement, i det nuværende Sibiriske føderale distrikt,) død 8. februar 1946 i Hamborg) var en sovjetisk, tysk og britisk agent, og yngre søster til Christian Frederik von Schalburg og storesøster til August Jean Schalburg. Hun tilføjede ikke som sin bror "von" til sit navn, men hun benævnes ofte Vera von Schalburg.

## Biografi
Vera Schalburg blev født i Sibirien i Rusland den 23. november 1907 som det mellemste af tre børn af den danske godsejer og direktør August Theodor Schalburg og hustru Helene Schalburg. Hendes far var født 1879 i Nyborg og hendes mor var født 1882 i Ukraine (muligvis Poltava). Oktoberrevolutionen tvang familien på flugt til Danmark i 1918.
I 1920 flyttede hun med sin familie fra Hellerup til Vibevej 14, København, og i 1922 flyttede de til Borups Allé 4, hvor hun i 1925 stadig boede med sine forældre og lillebror, August.
Senere boede hun i Paris, hvor hun ernærede sig som danserinde og sovjetisk agent. Der blev hun rekrutteret af Abwehr og sendt til England i 1938. Hendes bror C.F. von Schalburg var meget misfornøjet og mente, det ville skade hans og DNSAP's omdømme, hvis det blev kendt, at hun havde været i både sovjetisk og tysk tjeneste. I maj 1939 tog han sagen op med den tyske minister i Danmark, Renthe-Fink, som udvirkede, at Vera blev hjemkaldt fra London. Hun fortsatte som Abwehr-agent i København, til hun natten til den 30. september 1940 blev sendt i vandflyver fra Stavanger og landsat med gummibåd ved Buckie i Skotland. Sammen med Vera var agenterne Karl Theodor Drücke og Werner Waelti. Vera skulle til London som værtinde i en fashionabel tesalon i Mayfair, hvor centrale politikere færdedes. De tre agenter blev dog hurtigt arresteret, og Drücke og Waelti blev dømt for spionage og hængt i Wandsworth-fængslet. Vera Schalburg undgik den skæbne ved at gå i britisk tjeneste. Hun blev oplært af Peter Ustinovs far, MI5-manden Klop Ustinov. Derefter blev hun sendt til Isle of Wight, hvor briternes fanger sad, for at udspionere dem ved at lade, som om hun selv var fange. Efter krigen rejste Vera til Tyskland, men vendte tilbage til England, hvor hun boede til sin død.
Det er Lionel Campuzanos' teori. Kirstine Kloster Andersens bog, "Spurven", fortæller en anden historie og beviser den. Forfatteren har fulgt sporet af Vera von Wedel, som var et navn, Vera også brugte. Det har vist, at Vera Schalburg døde af lungebetændelse 8. februar 1946 kl. 4:00 om morgenen på Marienkrankenhaus i Hamborg jf. registreringen på Hamborg Stadsarkiv. Hun blev begravet på Ohlsdorf Kirkegård. Gravstedet udløb i 1971. Det var Ernst Bodo Von Zitzewitz, der betalte for gravstedet, jf. registreringer fra kirkegårdskontoret.

## Populærkultur
- I den tyske tv-produktion fra 2012 Die Spionin bliver Vera von [sic] Schalburg spillet af Valerie Niehaus.[7]